# Lucas de Figueroa y Mendoza
Lucas de Figueroa y Mendoza fue un militar del siglo XVII, gobernador del Tucumán entre 1662 y 1663.

## Biografía
Lucas de Figueroa y Mendoza nació en Santiago del Estero. Fue señor de la estancia de Maquijata, encomendero del pueblo de Collagasta y vecino de esa ciudad capital. Fue un eficiente colaborador del gobernador Alonso Mercado y Villacorta, quien lo ascendió a maestre de campo.
Participó en muchos combates contra los naturales en los que demostró valor, especialmente cuando la sublevación calchaquí en la que enfrentó a varias naciones juntas.
Siendo gobernador Jerónimo Luis de Cabrera y Garay, envió a Figueroa y Mendoza como procurador general de la provincia al Potosí para solicitar al virrey y a la Real Audiencia, socorro para costear esa campaña bélica contra los naturales.
Al fallecer Cabrera, la Real Audiencia de Charcas lo designó nuevo gobernador, con la ratificación del virrey, teniendo en cuenta para ello todos esos méritos. Figueroa y Mendoza contrajo matrimonio con doña Andrea de Andrada y Sandoval.

## Gobierno del Tucumán (1662-1663)
En 1662 el gobernador Figueroa y Mendoza elevó un informe que relataba cómo obraron sus predecesores Alonso de Mercado y Villacorta y Jerónimo Luis de Cabrera y Garay en la guerra calchaquí; mencionaba el hecho de que tras morir Cabrera, fue nombrado él en su reemplazo. También refería al modo de someter a los indígenas y sugería “desnaturalizar” hasta catorce leguas de tierra de los valles Calchaquíes.
Solicitó auxilios para resistir ataques de los mocovíes, los que llegaron hasta Talavera de Esteco, mientras que desde las sierras amenazaban a San Miguel de Tucumán.
El 19 de marzo de 1663 otra gran inundación azotó la ciudad de Santiago del Estero, por entonces capital de la gobernación. Las aguas del río Dulce arrasaron con edificios y ranchos e invadieron la iglesia Catedral. Los padres de Santo Domingo estuvieron desamparados, puesto que a su convento se lo había llevado el río crecido. No tenían de qué vivir, ni dónde celebrar, ni con qué sustentarse. Figueroa tomó el patronato en sí de ese convento, les labró una iglesia decente y les hizo una vivienda. Así le informó al rey en carta del 6 de junio de 1682.